# Pternistis jacksoni
Il francolino di Jackson (Pternistis jacksoni (Ogilvie-Grant, 1891)) è un uccello galliforme della famiglia dei Fasianidi diffuso nelle regioni occidentali e centrali del Kenya. Deve il nome al suo scopritore, l'amministratore coloniale e ornitologo Frederick John Jackson.

## Descrizione

### Dimensioni
Misura circa 48 cm di lunghezza.

### Aspetto
Il becco è rosso, l'iride marrone. Anche le zampe sono rosse. I sessi sono identici, ma la femmina è leggermente più piccola e di solito è priva di speroni, mentre il maschio ne ha uno o due. Negli adulti, le redini, il cappuccio e la nuca sono bruno-rossastri, in contrasto con le copritrici auricolari che sono grigie. La testa e i lati del collo sono biancastri con macchie castane al centro delle piume. Il mento è bianco candido. Il petto presenta un bel colore castano con bordi bianchi e vaghe vermicolature nere. Le piume dei fianchi e della parte inferiore del ventre mostrano forti vermicolature nere e grigie sui margini. Le parti superiori sono bruno-rossastre con bordi bianchi e neri sulla mantellina. Le remiganti sono grigio-brunastre.
I giovani sono piuttosto simili ai genitori, ma le loro parti inferiori sono più chiare. I fianchi e il ventre sono più abbondantemente barrati di bianco e nero. Il castano sul petto è molto più visibile. Le parti superiori sono più opache, con nitide barre marrone scuro.

### Voce
Il richiamo di avvertimento consiste in una serie di schiamazzi acuti e potenti che sotto molti aspetti ricordano quelli dei francolini squamati e di Hildebrandt. Si può udire anche un grrr aspro e repetuto che assomiglia al suono di una falce che viene sfregata contro una pietra per affilare. Durante il foraggiamento, il francolino di Jackson mantiene il contatto con il resto del gruppo emettendo un gloglottio basso e sommesso.

## Biologia
I francolini di Jackson di solito vivono in coppia o in piccoli gruppi nel fitto sottobosco. Vanno in cerca di cibo anche lungo le strade, ai bordi dei sentieri o all'interno delle radure fornite di uno spesso tappeto d'erba. Questi uccelli non sono particolarmente timidi e in alcuni parchi nazionali possono anche essere molto socievoli. A volte arrivano a vagare in prossimità delle aree picnic e visitano i padiglioni delle guardie negli Aberdare e sul monte Kenya. I francolini di Jackson sono attivi tutto il giorno, tranne durante la stagione secca, quando si agitano soprattutto al mattino presto e di sera. Si riposano su alberi e arbusti di grosse dimensioni. Se vengono disturbati, scappano correndo verso il coperto perché hanno grosse difficoltà ad alzarsi in volo. Quando atterrano ricorrono spesso ad alberi e arbusti. Durante i periodi di siccità, questi uccelli prendono volentieri dei bagni di polvere, che effettuano sugli argini stradali, su cumuli di terra o sui monticelli delle tane dei ratti-talpa.

### Alimentazione
Quando si alimentano, i francolini di Jackson rimangono per lo più sul terreno. Il loro menu è principalmente vegetariano. Beccano e ingoiano i semi che trovano nelle zone erbose e probabilmente altre sostanze vegetali che trovano sugli alberi. Come la maggior parte dei loro congeneri, integrano spesso la dieta con insetti, in particolare durante il periodo di nidificazione.

### Riproduzione
Il francolino di Jackson è un uccello monogamo. Installa generalmente il suo nido su un letto di bambù e la covata comprende almeno 3 uova di colore marrone chiaro. Tuttavia, a volte è possibile vedere nidiate costituite anche da sette pulcini. La stagione di nidificazione va da dicembre a gennaio, ma riprende da agosto a ottobre dopo una pausa piuttosto lunga. Gli uccelli che nidificano ad alta quota probabilmente si riproducono solo durante la stagione secca.

## Distribuzione e habitat
Questi uccelli sono endemici delle montagne del Kenya occidentale e centrale. Il loro areale si estende dal monte Kenya e dal parco nazionale degli Aberdare fino all'altopiano di Mau e alle colline del Cherangani. Alcune popolazioni isolate vivono sul monte Elgon, anche sul versante ugandese. I francolini di Jackson vengono talvolta suddivisi in quattro sottospecie - P. j. jacksoni (catena degli Aberdare), P. j. gurae (altopiano di Mau), P. j. pollenorum (colline del Cherangani) e P. j. patriciae (monte Kenya) -, ma questa suddivisione è tutt'altro che unanime. Infatti, la maggior parte degli ornitologi considerano questa specie monotipica.
I francolini di Jackson frequentano principalmente le foreste di montagna. All'interno del loro habitat, è possibile trovarli nei boschetti, nelle boscaglie situate ai margini della foresta e nelle radure. Al di sopra della linea degli alberi, vivono quasi esclusivamente nelle vaste brughiere ricoperte di arbusti e di boschetti di bambù. I francolini di Jackson vivono per lo più tra i 2200 e i 3700 metri di altitudine.

## Conservazione
I francolini di Jackson sono localmente molto comuni. La loro roccaforte è negli Aberdare e sul monte Kenya. I locali spesso li catturano con i lacci. Pertanto sono maggiormente diffusi solamente nei parchi nazionali, dove godono di una buona protezione.